# Lijst van onderscheidingen van de 6. SS-Gebirgs-Division Nord
Dit is een lijst van onderscheidingen van de 6. SS-Gebirgs-Division Nord.

## Dragers van de Gesp voor Frontdienst

### In goud
- Maximilian Bucher, SS-Hauptscharführer, SS Schutz-Batallion 6[1]
- Werner Ottmann, SS-Hauptsturmführer, SS Panzergrenadier-Batallion 506[2]

## Dragers van het Duits Kruis

### In goud
- Franz Augsberger, SS-Sturmbannführer, SS Infanterie-Regiment 7[3]
- Richard Benner, SS-Hauptsturmführer, SS Infanterie-Regiment 6
- Adolf Braun, SS-Hauptsturmführer, SS Gebirgs-Jäger-Regiment 11[4]
- Maximilian Bucher, SS-Hauptscharführer, SS Schutz-Batallion 6[1]
- Alois Burgstaller, SS-Hauptsturmführer, SS Gebirgs-Jäger-Regiment 12[5]
- Ernst Flegler, SS-Hauptscharführer, SS Schutz-Batallion 6[6]
- Johann-Georg Goebel, SS-Oberführer, SS Gebirgs-Artillerie-Regiment 6[7]
- Willi Hardieck, SS-Sturmbannführer, SS Aufklärungs-Abteilung 6[8]
- Erwin Heise, SS-Oberscharführer, SS Gebirgs-Jäger-Regiment 11[9]
- Erich Kaiser, SS-Oberscharführer, SS Gebirgs-JägerRegiment 11[10]
- Martin Kohlroser, SS-Standartenführer, SS Infanterie-Regiment 7[11]
- Kurt Kreuzinger, SS-Hauptsturmführer, SS Gebirgs-Jäger-Regiment 12[12]
- Hans Mayer, SS-Hauptscharführer, SS Aufklärungs-Abteilung 6[13]
- Werner Ottmann, SS-Obersturmführer, SS Schutz-Batallion 6[2]
- Franz Schreiber, SS-Sturmbannführer, SS Infanterie-Regiment 6[14]
- Fritz Ulrich, SS-Obersturmführer, SS Infanterie-Regiment 6[15]
- Alfred Zimmermann, SS-Obersturmführer, SS Aufklärungs-Abteilung 6[16]

### In zilver
- Werner Sander, Dr., SS-Hauptsturmführer[17]

## Dragers van de Erebladgesp
- Maxilimian Bucher, SS-Hauptscharführer, SS Schutz-Batallion 6[1]
- Günther Degen, SS-Hauptsturmführer, SS Gebirgs-Jäger-Regiment 11[18]
- Walter Fröschle, SS-Unterscharführer, SS Gebirgs-Jäger-Regiment 12[19]
- Willi Hasselmann, SS-Obersturmführer, SS Aufklärungs-Abteilung 6[20]
- Heinrich Lorenz, SS-Unterscharführer, SS Panzer-Jäger-Abteilung 6[21]
- Hans Pauker, SS-Untersturmführer, SS Gebirgs-Jäger-Regiment 12[22]
- Hans Perpeet, SS-Hauptscharführer, SS Gebirgs-Jäger-Regiment 11[23]
- Ernst Rädeke, SS-Sturmbannführer, SS Gebirgs-Jäger-Regiment 11[24]
- Paul Schuhmann, SS-Hauptscharführer, SS Schutz-Batallion 6[25]

## Dragers van het Ridderkruis van het IJzeren Kruis
- Karl Brenner, SS-Gruppenführer und Generalleutnant der Polizei, Stab der Division[26][27]
- Friedrich-Wilhelm Krüger, SS-Obergruppenführer und General der Waffen-SS und Polizei[28][29]
- Günther Degen, SS-Hauptsturmführer, SS Gebirgs-Jäger-Regiment 11[28][30]
- Franz Schreiber, SS-Standartenführer, SS Gebirgs-Jäger-Regiment 12[28][31]
- Gottlieb Renz, SS-Hauptsturmführer, SS Schutz-Batallion 6[32][33]
- Hans Bauer, SS-Obersturmführer, SS Panzergrenadier-Batallion 506[34][35]

## Dragers van de Finse Orde van het Vrijheidskruis

### 1e Klasse en met zwaarden
- Karl Demelhuber, SS-Brigadeführer und Generalmajor der Waffen-SS
- Matthias Kleinheisterkamp, SS-Brigadeführer und Generalmajor der Waffen-SS[36]